# Glucono-delta-lactonă
Glucono-δ-lactona (GDL), cunoscută și sub denumirea de gluconolactonă, este un compus organic cu formula (HOCH)3(HOCH2CH)CO2. Forma solida, incolor, este un derivat oxidat al glucozei.
Este produs de obicei prin oxidarea aerobă a glucozei în prezența enzimei glucozoxidază. Conversia cogenerează peroxid de hidrogen, care este adesea produsul cheie al enzimei:
C6H12O6 + O2 → C6H10O6 + H2O2
Gluconolactona hidrolizează spontan în acid gluconic:
C6H12O6 + H2O → C6H12O7

## Aplicații
Gluconolactona este un aditiv alimentar cu numărul E E575 utilizat ca sechestrant, acidifiant sau agent de întărire, decapare sau dospire. Este o lactonă a acidului D - gluconic. GDL pur este o pulbere cristalină albă, inodoră.
GDL a fost comercializat pentru utilizare în brânza feta. GDL are pH neutru, dar se hidrolizează în apă în acid gluconic, care este acid, adăugând un gust acrișor alimentelor, deși are aproximativ o treime din aciditatea acidului citric. Acesta este metabolizat în 6-fosfo-D-gluconat ; un gram de GDL produce aproximativ aceeași cantitate de energie metabolică ca un gram de zahăr.
La adăugarea în apă, GDL este parțial hidrolizat la acid gluconic, echilibrul dintre forma lactonă și forma acidă stabilindu-se ca echilibru chimic. Rata de hidroliză a GDL este crescută de căldură și pH ridicat.
Drojdia Maudiozyma bulderi poate fi utilizată pentru fermentarea gluconolactonei în etanol și dioxid de carbon. Valoarea pH-ului afectează în mare măsură creșterea culturii. Gluconolactona la 1 sau 2% într-o soluție de mediu mineral face ca pH-ul să scadă sub 3.
De asemenea, este un inhibitor complet al enzimei amigdalină beta-glucozidază la concentrații de 1 mM.